# Tiga
Tiga Sontag (Montreal, 1974) conocido simplemente como Tiga, es el nombre artístico del DJ, cantante y productor canadiense de electro y tech house.

## Biografía
Tiga es mundialmente conocido por sus remixes: "Washing Up" de Tomas Andersson, la versión de "Comfortably Numb" de Scissor Sisters, "Tribulations" de LCD Soundsystem y "Madame Hollywood" de Felix da Housecat entre otras, pero también por su propio material. Tiga ha trabajado con Zyntherius, Matthew Dear (Audion), Richard X y Jake Shears de Scissor Sisters, ha colaborado frecuentemente con Mateo Murphy (con el cual Tiga formó el dúo TGV), Florian Senfter más conocido como Zombie Nation (con el que integra el proyecto musical ZZT) y Jesper Dählback, quien ha coproducido la mayoría de los remixes de Tiga.
Sus padres eran hippies pasó parte de su juventud en el extranjero incluso en Goa, India.
Tiga se graduó en la Selwyn House School de Montreal, Quebec. Antes de ser productor, estuvo involucrado en la promoción de raves en su ciudad natal, Montreal en los comienzos de los 90. Asimismo fue uno de los fundadores del club afterhours SONA, cuya fama es internacional. En 1994, abrió una tienda de discos llamada DNA Records, y en 1998 fundó su propio sello, Turbo Recordings, por el que edita sus producciones y a su vez, sirvió como una plataforma promocional para artistas tales como Azari & III, Duke Dumont, Boys Noize, Brodinski, ANNA y DJs Pareja, entre otros.
Como solista, lanzó su versión de la canción de Corey Hart, "Sunglasses at Night" en coproducción con el finlandés Jori Hulkkonen (alias Zyntherius). Este sencillo alcanzó el número 25 en las listas de sencillos del Reino Unido. Otros sencillos exitosos incluyen "Pleasure From the Bass", "You Gonna Want Me" con la colaboración de Jake Shears, y "Shoes", coproducido junto a Soulwax y Chilly Gonzales.
Intervino como productor ejecutivo en los álbumes Fancy Footwork (2007) y Business Casual (2010) del dúo canadiense Chromeo. En 2010, participó en una película independiente llamada Ivory Tower dirigida por su amigo, el músico canadiense Chilly Gonzales.

## Discografía

### Álbumes
En estudio
- 2006 - Sexor
- 2009 - Ciao!
- 2016 - No Fantasy Required

Álbumes de mezclas y recopilaciones
- 1998 - Montreal Mix Sessions Vol. 1
- 2000 - Mixed Emotions: Montreal Mix Sessions Vol. 5
- 2002 - American Gigolo
- 2002 - DJ-Kicks: Tiga
- 2005 - INTHEMIX.05

### Sencillos
- 2001 - "Sunglasses at Night", con Jori Hulkkonen, como Tiga & Zyntherius (UK #25).[4]
- 2002 - "TGV EP", como TGV, con Mateo Murphy.
- 2002 - "DJ-Kicks Promo in de pen", junto a Mateo Murphy.
- 2003 - "Running out of Time EP", como TGV, con Mateo Murphy.
- 2003 - "Hot in Herre", con Mateo Murphy y Jake Shears, (UK #46).[4]
- 2003 - "Burning Down", con Richard X.
- 2004 - "Pleasure from the Bass", con Jesper Dahlbäck, (UK #57).[4]
- 2005 - "Louder than a Bomb", con Jesper Dahlbäck. (UK #91).[4]
- 2005 - "You Gonna Want Me", con Soulwax and Jake Shears, (UK #64, AUS #65).[4]
- 2005 - "Good as Gold", con Soulwax.
- 2006 - "Far From Home", (UK #65, AUS #69).[4]
- 2006 - "3 Weeks", con remixes de Jesper Dahlbäck, Booka Shade y Troy Pierce.
- 2006 - "Move My Body", incluye el mix de Only4Erol y el remix de Boys Noize.
- 2007 - "Lower State Of Consciousness", como ZZT con Zombie Nation (incluye remix de Justice).
- 2008 - "Mind Dimension", (con Jori Hulkkonen como invitado especial).
- 2008 - "The Worm", como ZZT con Zombie Nation.
- 2009 - "Shoes" (junto a Soulwax & Gonzales como invitados especiales).
- 2009 - "What You Need"
- 2009 - "Beep Beep Beep"
- 2010 - "Sex 'O Clock"
- 2010 - "Gentle Giant"
- 2010 - "ZZafrika" , como ZZT (con Zombie Nation).
- 2010 - "Hands Up" , como Massimo Massivi con Jesper Dahlbäck.
- 2011 - "Girl at a Party with Siren" , como The Dove con Jesper Dahlbäck.
- 2011 - "Vulkan Alarm!", como ZZT (con Zombie Nation).
- 2011 - "Partys Over Los Angeles" , como ZZT (con Zombie Nation).
- 2012 - "The Picture"
- 2013 - "Plush"
- 2013 - "Trust Your Body" , con Jori Hulkkonen
- 2013 - "Let's Go Dancing" , con Audion
- 2014 - "Fever" , con Audion
- 2014 - "Bugatti"
- 2014 - "Bugatti" (Remix con Pusha T)
- 2015 - "100" , con Boys Noize
- 2015 - "Dancing (Again!)" (Eats Everything ft. Tiga vs. Audion)
- 2015 - "Don't Break My Heart"
- 2016 - "Planet E"
- 2016 - "Make Me Fall in Love"
- 2016 - "Blondes Have More Fun"
- 2017 - "Eye Luv U"
- 2017 - Nightclub EP (Tiga vs. Audion)
- 2017 - "Woke"
- 2018 - "Stay Cool/You're So Special" (Tiga & Clarian)

### Remixes
También ha grabado un álbum recopilatorio de remezclas llamado DJ-Kicks (2002) y apareció en el álbum del productor Richard X, Richard X Presents His X-Factor Vol. 1 en 2003 y en el álbum Different (2002) y Dualizm (2005) de Jori Hulkkonen. Ha trabajado con artistas como Bran Van 3000, Depeche Mode, Dannii Minogue, Scissor Sisters, Peaches, Felix Da Housecat, Cabaret Voltaire, Soulwax, LCD Soundsystem, FC Kahuna, Télépopmusik, Märtini Bros. y FPU. 
- Bran Van 3000 – Drinking in L.A. (Tiga, Mateo and Delage's Sinking In LA Dub)
- Märtini Brös. – Flash (Tiga's Acid Flashback mix)
- Komma 8 Komma 1 – Popmusic (TGV Vocal mix)
- Nick Rhodes – Come About (Tiga Remix)
- LCD Soundsystem – Beat Connection (Tiga Edit)
- FC Kahuna – Machine Says Yes (Tiga's Unreleased Mix)
- Felix Da Housecat – Madame Hollywood (Tiga's Mister Hollywood Version)
- FPU – Ocean Drive (Tiga's White Linen Vox)
- Cabaret Voltaire – Nag Nag Nag (Tiga & Zyntherius Radio mix)
- Alpinestars – Snow Patrol (Tiga TGV Disco Patrol dub)
- Dannii Minogue – Put the Needle on It (Tiga's Cookies Dub Edit)
- Linda Lamb – Hot Room (Tiga remix)
- FPU – Race Car (TGV Join The Race Remix) / (TGV Dub)
- Alexkid – Come With Me (Tiga vs Etoy Acideathravefuckinglive mix)
- Scissor Sisters – Comfortably Numb (Tiga remix)
- Märtini Brös. – Flash (Tiga's Unholy Trinity Mix)
- Télépopmusik – Breathe (TGV remix)
- The Neon Judgement – TV Treated (Tiga's Recovered Vox) / (Tiga's Dub for Ivan)
- Crossover – Phostographt (Tiga's Revenge)
- Märtini Brös. – Big and Dirty (Tiga remix)
- Peaches – Shake Yer Dix (Tiga's Where Were You in '92 Remix) / (Tiga's Where Were You in '92 Instrumental mix)
- Seelenluft – I Can See Clearly Now (Tiga remix)
- The Devils – Come Alive (Tiga remix)
- Drama Society feat. Turner – Crying Hero (Tiga remix)
- Junior Jack feat. Robert Smith – Da Hype (Tiga remix)
- Drinking Electricity – Breakout (Tiga edit)
- La Oreja de Van Gogh – Bonustrack (Tiga's Vocal Mix)
- Soulwax – E Talking (Tiga's Disco Drama remix)
- Tomas Andersson – Washing Up (Tiga's Na Na Na Na Na Remix)
- Zdar – Don't U Want (Tiga remix)
- LCD Soundsystem – Tribulations (Tiga's Out of the Trance Closet mix)
- The Kills – The Good Ones (Tiga remix)
- Mylo feat. Freeform Five – Muscle Car (Tiga's Nightmare Chords Mix)
- Depeche Mode – Shake the Disease (Tiga remix)
- Moby – Where You End (Tiga's All That I Need Is To Be Sampled mix) / (Tiga's All That I Need Is To Be Dubbed mix)
- Depeche Mode – Suffer Well (Tiga Remix)
- Pet Shop Boys – Minimal (Tiga's M-I-N-I-M-A-L Remix) / (Tiga's M-I-N-I-M-A-L Dub)
- Coldcut ft. Robert Owens – Walk A Mile In My Shoes (Tiga Mix)
- The Killers – Bones (Tiga Mix)
- Alter Ego – Gary (Tiga's Italia 90 Mix)
- Fever Ray – Triangle Walks (Tiga's 1-2-3-4 Remix)
- Miike Snow – Black & Blue (Tiga Remix)
- The Prodigy – Thunder (Tiga Remix)
- Boys Noize – Transmission (Tiga Remix)
- Jamie Lidell – I Wanna Be Your Telephone (Tiga’s Party Like It’s 19909 Remix)
- The XX – Shelter (Tiga Remix)
- LCD Soundsystem – I Can Change (Tiga Remix)
- Friendly Fires – Blue Cassette (Tiga Remix)
- Azari & III – Reckless (With Your Love) (Tiga Remix)
- Justice – Canon (Tiga Remix)
- Burns – Lies (Tiga Remix)
- Duke Dumont – The Giver (Tiga Remix)
- Footprintz – Dangers of the Mouth (Tiga Remix)
- Iggy Azalea – Black Widow (feat. Rita Ora) (Tiga Remix)
- Disclosure feat. Lorde – Magnets (Tiga Remix)
- London Grammar – Oh Woman Oh Man (Tiga Remix)
- Melody's Enemy – Let's Begin (Tiga Remix)
- Clarian – Under the Gun (Tiga Remix)